# Chambres de commerce et d'industrie françaises à l'étranger
 (juillet 2014).
 (juillet 2014).
Les chambres de commerce et d'industrie françaises à l'étranger (CCIFE), dont certaines sont plus que centenaires, sont des associations indépendantes de droit local qui regroupent des entreprises françaises et étrangères. 
Les CCIFE sont membres de l'Union des chambres de commerce et d'industrie françaises à l'étranger (UCCIFE)
Ces structures sont toutes à l’origine, des clubs d’affaires privés.
Leur vocation première est d’animer les communautés d’affaires franco-étrangères en organisant des événements de relations publiques, des rencontres de membres, des pavillons collectifs dans les foires et salons étrangers, des campagnes de promotions nationales, etc.
Elles permettent à leurs membres d’intégrer un réseau d’entreprises pour échanger des informations commerciales et bénéficier de l’appui et des expertises de ce réseau.
Lorsqu’un « club d’affaires » souhaite adopter, dans un pays, l’appellation « Chambre de Commerce », ses responsables doivent s’engager à respecter un certain nombre de principes de fonctionnement, en particulier :
l’ouverture à toutes les entreprises françaises qui recherchent appui et conseil pour développer leurs activités dans le pays concerné.
Dans cette perspective, toutes les CCIFE informent sur les marchés et les pratiques d’affaires.
Pour satisfaire les attentes des entreprises, les Chambres de Commerce et d'Industrie Françaises à l'Étranger disposent de nombreux atouts[non neutre] :
- Elles regroupent et animent des entreprises françaises et locales qui forment une communauté d’affaires et un réseau de contacts et d’information
- Elles sont des structures bi-culturelles ancrées dans la réalité locale
- Nombre d’entre elles sont des structures très anciennement implantées (20 chambres sont plus que centenaires)
- Elles bénéficient d’une grande souplesse opérationnelle permettant d’assurer des services sur mesure aux entreprises
- Elles peuvent héberger des représentants d’entreprises ou d’institutions.

Et s’appuient sur divers supports de communication :
- Revues et lettres d’information
- Annuaires et guides d’affaires
- Sites Internet
- Séminaires, forums, tables rondes et colloques à l'étranger
- Rencontres individuelles et journées d’information avec des entreprises en France (avec les CRCI)

Les CCIFE organisent également des séminaires, des forums, des tables rondes et des journées d'informations pour les entreprises en France (avec les CCI)
Enfin, elles proposent des services aux entreprises qui veulent développer leurs activités sur les marchés étrangers.
L’éventail des prestations peut être très large. Il comprend des prestations telles que :
- Première approche du marché
- Actions commerciale : études de marché, prospection, partenariat d’entreprises, accompagnement de la création de filiales
- Organisation d’opérations de promotion
- Domiciliation postale, fiscale, physique

Et des services spécialisés :
- Formation
- Service Emploi
- etc.